# ジャマイカ事件
ジャマイカ事件は、1865年10月11日、ジャマイカ東部のセント・トーマス教区で、ポール・ボーグルが200人から300人の男女の黒人を率いてモラント・ベイの市街へ乱入した事件。この反乱事件は後にモラント湾の暴動（Morant Bay rebellion）として知られるようになる。この暴動とその影響はジャマイカ史における主要なターニング・ポイントとなっただけでなく、イギリス本土での大論争を引き起こした。現在でもこの暴動は議論の的となっており、黒人や植民地研究の専門家によってしばしば言及されている。
英領西インド諸島での奴隷解放運動の高まりによって、ジャマイカでの奴隷制は1834年に終結していた。そのため、文書の上ではかつての奴隷達も選挙権を得ていた。しかし、ほとんどの黒人はいまだに極貧の生活をしており、高額の投票費用によって事実上参政権から締め出されていた。1864年の選挙において黒人と白人の人口比は32対1であったが、436000人の人口の中でわずか2000人以下が投票権を持っており、そのほとんどが白人であったのである。1865年に先行した2年間にわたる日照りはかつての奴隷層にとってさらに経済的状況を悪化させ、白人農業主たちが奴隷制の維持を企図している、という風説が流布し始めていた。

## 反乱とその鎮圧
1865年の10月7日、ある黒人の男が長期にわたって放置されていた農場に不法侵入した咎で裁判にかけられ、収監されたことが黒人のジャマイカ人たちの怒りを呼び起こした。抗議する黒人たちの中のストーニー・ガット村から来た一人が逮捕されて、抗議者達は暴徒と化した。そして、告訴されていた男を刑務所から助け出した。
数日後の10月11日、黒人社会で尊敬されていたポール・ボーグルは抗議活動をする群集とともにモラント・ベイ市へと行進した。彼らは裁判所へ到着して少数の（白人）自警団と遭遇し、自警団は恐慌状態になって群集に砲火を開いた。これによって抗議する群集のうち7人の命が奪われた。黒人たちは暴動を起こし、白人の官吏と自警団員を含む18人の命を奪い市街を制圧した。その後およそ2000人の反乱軍はこの田園地帯を進み、2人の農場主を殺害し、それ以外の者達を逃走させた。
総督エドワード・エアは武装に乏しい反乱軍を追い詰め、ポール・ボーグルをモラント・ベイで裁判にかけるために政府軍を派遣した。軍隊は組織的な抵抗に遭遇しなかったが無差別に黒人を虐殺し、そのうちの多くはこうした暴動や反乱に関与していなかった。ある兵士の証言によると、「我々は我々の前にいるすべてを殺戮していった…男であれ女であれ、子供であれ」とのことである。最終的に、439人の黒人ジャマイカ人が直接兵士達に殺害され、ボーグルを含む354人が逮捕され、その後処刑された。その中には公正な裁判によらないものも含まれている。その他の懲罰処置には600人の（妊婦を含む）黒人男女への鞭打ち刑と、長期にわたる収監が含まれていた。

## 英本土での影響
反乱とその鎮圧に関する報道が英国に到達すると、市民の支持政党の違いを反映した、エア総督の処置の是非に関する激越な議論が発生した。エアが英国に帰国したのは1866年であり、その支持者たちはエア主催の晩餐会を開催した。一方でエアの反対者は、彼を虐殺者として弾劾する抗議集会をある晩に開催した。反対者たちはジャマイカ委員会を設立し、エアをそこに召喚して反乱の鎮圧に行き過ぎがあったことを証明しようとした。この委員会にはジョン・ブライト、ジョン・スチュアート・ミル、チャールズ・ダーウィン、トマス・ヘンリー・ハクスリー、トマス・ヒューズ、そしてハーバート・スペンサーなどの英国の自由主義者たちが参加しており、一方のエア擁護委員会には、保守党員や保守的な社会主義者を含む、カーライル、チャールズ・キングスレー、ラスキン、ディケンズ、アルフレッド・テニスンなどが参加した。2回にわたってエアは殺人罪で告発されたが、訴訟はついにそれ以上進行しなかった。
一部の歴史家は、モラント湾の反乱は単なる局所的な暴動ではなくて、それによってジャマイカ議会の特権が放棄され、ジャマイカが直轄植民地になる原因となったと考えている。